# ポール・ル・グエン
ポール・ル・グエン（Paul Le Guen、フランス語発音: [pɔl lə ɡwɛn] または IPA: [pawl lø ɡwɛnː]、1964年3月1日 - ）は、フランス出身の元サッカー選手、サッカー指導者。現役時代のポジションはミッドフィールダー。

## 来歴
選手時代はブレスト、ナント、パリ・サンジェルマンFCでプレー、フランス代表としても17試合出場した。パリの悲劇にもフル出場している。1997-1998シーズン終了後に引退し、指導者としての道を歩む。レンヌではシャバニ・ノンダやエル＝ハッジ・ディウフらアフリカの若手選手を見い出し起用した。
指導者としての才能が注目され始めたのがオリンピック・リヨンの監督に就任してからで、2002-2003シーズンから3シーズン連続でリーグ・アンを制覇し、UEFAチャンピオンズリーグにも常時出場するなどフランスを代表するクラブへと押し上げた。
2004-2005シーズン終了後にリヨンを退任したが、その手腕を買われて2006-2007シーズンよりグラスゴー・レンジャーズ監督に就任。しかしチームの成績は上がらず就任7ヶ月余りで辞任した。
退任から間もない2007年1月15日、パリ・サンジェルマンFCの監督に就任した。就任当時のクラブは17位に位置し、残留争いに巻き込まれていた。就任直後はなかなか結果を出せなかったが、最終的に15位で残留を決めた。クープ・ドゥ・フランスでは2年ぶりに優勝を果たし、UEFAカップ出場権を獲得した。2008-2009シーズンは開幕から好調を維持し、終盤まで2位につけていたが、2009年5月にクラブが彼との契約を延長しないと発表したためにチームの士気が下がり、6位でシーズンを終えた。しかしクラブにとっては3シーズンぶりの一桁順位（6位）であり、立て直しに成功したといえる。
2009年7月、同年12月までの契約でカメルーン代表監督に就任した。カメルーン代表は2010年W杯南アフリカ大会アフリカ最終予選で1分1敗と苦しいスタートを切っていたが、ル・グエン就任後の4試合で4連勝を飾り、チームを2大会ぶりの本大会へと導いた。しかし、本大会では3戦全敗に終わり、グループリーグで敗退した責任を取り6月24日に辞任した。
2011年からオマーン代表の監督に就任。2015年に監督を退任した。

## 人物
大学では経済学を学んでいた。
理想のチームは「カペッロのミラン」と語る。
現在フランス在住である。
カメルーン代表監督時代は、予選突破後の国民の支持率は低く、前述するフランス在住であることや、｢選手はほとんどが監督よりもエトー派｣と言われるほど、選手からは信頼されなかったようで(監督派を公言していたのはリゴベール・ソング程度)、かつての代表であるロジェ・ミラがエトーを批判したことなども、チーム分裂を促した。結果、グループステージで3連敗を喫し、1次リーグ敗退。

## 代表歴

### 試合数
- 国際Aマッチ 17試合 0得点（1993年-1995年）[3]

| フランス代表 | 国際Aマッチ | 国際Aマッチ |
| 年           | 出場        | 得点        |
| ------------ | ----------- | ----------- |
| 1993         | 8           | 0           |
| 1994         | 6           | 0           |
| 1995         | 3           | 0           |
| 通算         | 17          | 0           |

## 獲得タイトル
- 2002-03 リーグ・アン、フランス・スーパーカップ
- 2003-04 リーグ・アン、フランス・スーパーカップ
- 2004-05 リーグ・アン、フランス・スーパーカップ
- 2007-08 フランスリーグカップ